# Bhuvanahalli, Bangarapet
Bhuvanahalli là một làng thuộc tehsil Bangarapet, huyện Kolar, bang Karnataka, Ấn Độ.